# 胡鉅華
胡鉅華，JP，香港公務員，現擔任黃大仙民政事務專員。胡在2002年加入香港政府，任職政務主任。他的首個崗位為保安局助理秘書長，曾負責投資移民事宜，及後轉至教育統籌局負責人力基建政策。他轉輾於多個決策局和部門任職，包括政制及內地事務局、食物環境衞生署及食物及衞生局等。在鑽石公主號2019冠狀病毒病事件發生時，胡任職香港駐東京經濟貿易辦事處代表，並負責處理滯留港人事宜。另外，他在东京時亦於首席代表出缺時署理該職位，至2022年8月由歐慧心接任代表一職才返港。返港後，他隨即在民政事務總署出任助理署長，並在同年8月19日起獲委任為官守太平紳士。及後，港府安排他於2023年9月3日接替黃智華擔任黃大仙民政事務專員。